# Socrates Buenaventura Villegas

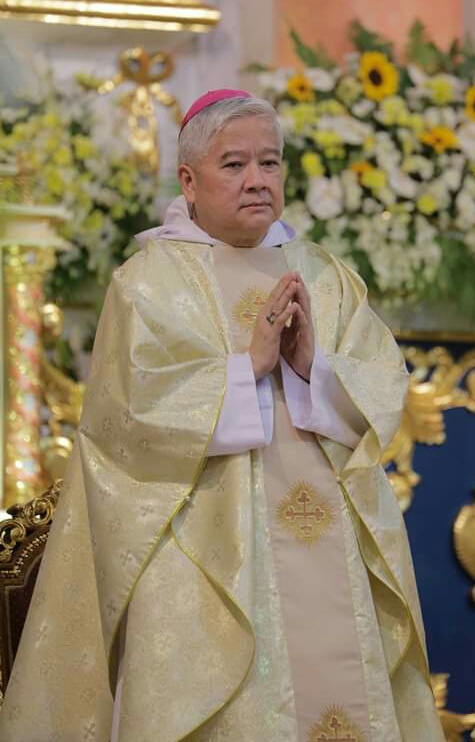
Socrates Buenaventura Villegas (2023)

Wappen von Socrates Buenaventura Villegas als Erzbischof von Lingayen-Dagupan

Wappen von Socrates Buenaventura Villegas als Bischof von Balanga

Wappen von Socrates Buenaventura Villegas als Weihbischof in Manila

Socrates Buenaventura Villegas (* 28. September 1960 in Manila) ist ein philippinischer Geistlicher und römisch-katholischer Erzbischof von Lingayen-Dagupan.

## Leben
Socrates Buenaventura Villegas besuchte die Pateros Elementary School und das Colegio de San Juan de Letran in Manila. Anschließend studierte er Philosophie und Katholische Theologie am Priesterseminar San Carlos in Manila. Dort erlangte er einen Master of Arts im Fach Katholische Theologie. Am 5. Oktober 1985 empfing er durch den Erzbischof von Manila, Jaime Lachica Kardinal Sin, das Sakrament der Priesterweihe für das Erzbistum Manila.
Villegas war nach der Priesterweihe zunächst als persönlicher Sekretär des Erzbischofs von Manila, Jaime Lachica Kardinal Sin, tätig. Am 12. Juli 1991 verlieh ihm Papst Johannes Paul II. den Ehrentitel Päpstlicher Ehrenprälat. Ab 1992 fungierte Villegas als Rektor des Heiligtums Our Lady of Peace an der Epifanio de los Santos Avenue (EDSA) in Manila und als Generalvikar des Erzbistums Manila. Später wurde er zusätzlich stellvertretender Bischofsvikar für die Region Manila. Zudem war er ab 1994 für die Priesterfortbildung und ab 1997 auch für die Jugendpastoral zuständig. Außerdem gehörte er ab 1992 dem Konsultorenkollegium des Erzbistums an und wirkte als Spiritual der Hearts of Jesus and Mary Prayer Community. Darüber hinaus oblag Villegas die Organisation des Weltjugendtags 1995 in Manila. Im selben Jahr war er Mitglied der Kommission für die Vorbereitung der 9-Jahr-Feier der EDSA-Revolution. Ferner verfasste Villegas mehrere spirituelle Bücher. Hierfür wurde ihm 1994 der Catholic Authors Award verliehen und im Jahr 2000 wurde er als einer der Ten Outstanding Young Men of the Philippines (TOYM) ausgezeichnet.
Papst Johannes Paul II. ernannte ihn am 25. Juli 2001 zum Titularbischof von Nona und zum Weihbischof in Manila. Die Bischofsweihe spendete ihm der Erzbischof von Manila, Jaime Lachica Kardinal Sin, am 31. August desselben Jahres in der Kathedrale von Manila; Mitkonsekratoren waren Crisostomo Yalung, Bischof von Antipolo, und Jesse Eugenio Mercado, Weihbischof in Manila. Villegas wählte den Wahlspruch Pax („Frieden“). 2003 war Villegas für die Organisation des vierten Weltfamilientreffens in Manila verantwortlich.
Am 3. Mai 2004 bestellte ihn Johannes Paul II. zum Bischof von Balanga. Die Amtseinführung erfolgte am 3. Juli desselben Jahres. Auf seine Initiative hin wurde 2008 das kirchliche Krankenhaus San Jose in Balanga errichtet.
Papst Benedikt XVI. ernannte ihn am 8. September 2009 zum Erzbischof von Lingayen-Dagupan. Am 4. November desselben Jahres fand die Amtseinführung statt. Zudem berief ihn Benedikt XVI. am 30. September 2009 zum Mitglied des Präsidialbeirats des Päpstlichen Rates für die Familie. Vom 17. November 2011 bis zum 19. Januar 2013 war Villegas zusätzlich Apostolischer Administrator des vakanten Bistums San Fernando de La Union. Als Erzbischof gründete er 2013 das Mary Help of Christians Theology Seminary in Dagupan. Er nahm 2012 an der 13. ordentlichen Vollversammlung der Bischofssynode zum Thema Neuevangelisierung für die Weitergabe des Glaubens und 2014 an der dritten außerordentlichen Generalversammlung der Bischofssynode zum Thema Die pastoralen Herausforderungen der Familie im Kontext der Evangelisierung teil. Villegas trat dem Secular Franciscan Order (SFO) und 2015 der Priestly Fraternity of St. Dominic, der Priestergemeinschaft des Dritten Ordens der Dominikaner für Diözesangeistliche, bei. Außerdem erhielt er Ehrendoktorwürden der Bataan Peninsula State University und der Saint Louis University in Baguio City (2023). Ferner ist Villegas Großkreuz-Konventualkaplan des Malteserordens und Kaplan des Ritterordens vom Heiligen Grab zu Jerusalem.
In der Philippinischen Bischofskonferenz (CBCP) fungierte Villegas von 2001 bis 2003 zunächst als stellvertretender Repräsentant der Region Western Visayas und als stellvertretender Vorsitzender des Büros für die Frauen. Von 2003 bis 2013 leitete er die Kommission für die Katechese und das katholische Bildungswesen, der er bereits ab 2001 und später wieder von 2019 bis 2021 angehörte. Von 2011 bis 2013 war Villegas Vizepräsident und von 2013 bis 2017 Präsident der Bischofskonferenz. Danach fungierte er von 2017 bis 2019 als stellvertretender Vorsitzender der Kommission für die Priesterseminare und seit 2019 ist er deren Vorsitzender. Darüber hinaus war er Mitglied der Kommissionen für die Ökumene (2001–2003), für die Priesterseminare (2005–2011), für das Bibelapostolat (2009–2011), für die Laien (2013–2015) und für den Klerus (2015–2019) sowie der Räte für die Basisgemeinden (2005–2013) und für den Priesterpensionsfonds (2011–2013).

## Schriften
- Socrates B. Villegas (Hrsg.): The way of the shepherd. Studies in theology offered to his Eminence Jaime Cardinal L. Sin on the 25th anniversary of his episcopal ordination 18 March 1967 – 18 March 1992. Salesiana Publishers, Makati City 1992, ISBN 978-971-522-208-2.
- Only Jesus, always Jesus. Homilies at the EDSA Shrine. Anvil Publishing, Manila 1993, OCLC 1359084366.
- Jesus in my heart. Homilies and prayers at the EDSA shrine. Anvil Publishing, Manila 1994, ISBN 978-971-27-0405-5.
- Jesus loves you. Homilies at the EDSA shrine. Anvil Publishing, Pasig City 1995, ISBN 978-971-27-0500-7.
- Jesus our light. Reflections by the moonlight. Anvil Publishing, Pasig City 1997, ISBN 978-971-27-0633-2.
- Looking for Jesus. Reflections by the street corner. Anvil Publishing, Pasig City 2000, OCLC 52794177.
- Jesus our peace. Reflections from the Holy Ground. Anvil Publishing, Pasig City 2002, ISBN 978-971-27-1240-1.
- Love like Jesus. Thoughts of the heart. Anvil Publishing, Pasig City 2003, ISBN 978-971-27-1381-1.
- Socrates B. Villegas, Jonathan Bitoy: Pananisia. Heritage and legacy. Archdiocese of Lingayen-Dagupan, Dagupan 2014, OCLC 1104455178.